# Who Is William Onyeabor?
| Recensione    | Giudizio |
| ------------- | -------- |
| AllMusic      |          |
| Fact          |          |
| Pitchfork     | 8.6/10   |
| Rolling Stone |          |

Who Is William Onyeabor? è una raccolta del cantante funk e afrobeat nigeriano William Onyeabor, pubblicata nell'ottobre 2013 dall'etichetta discografica Luaka Bop.
Fortemente voluta da David Byrne e dai vertici dell'etichetta discografica Luaka, che aveva riscoperto negli anni duemila l'artista nigeriano la cui attività musicale si era evoluta tra le fine degli anni settanta e il 1985, la raccolta è stata realizzata dopo una lunga trattativa tra la casa discografica e lo stesso cantante durata due anni, grazie alla quale l'artista ha concesso i diritti per l'utilizzo della propria produzione.
Si è trattata della sua prima raccolta discografica, che ha anticipato la ripubblicazione di tutti gli otto album di inediti pubblicati tra il 1977 e il 1985 e ha ottenuto parecchi consensi da parte della critica musicale. Il sito specializzato Pitchfork l'ha giudicato come una delle migliori "ripubblicazioni", mentre NPR lo inserì nell'elenco dei migliori album usciti nel 2013.
Il disco è stato pubblicato sia in formato cd che vinile ed è stato successivamente pubblicato anche sulla piattaforme di streaming on demand. La versione deluxe contiene quattro brani in più rispetto all'edizione standard.

## Tracce
CD (Luaka Bop 8089900792 / EAN 0680899007924)
LP (Luaka Bop 8089900791 / EAN 0680899007917)
CD (Luaka Bop CD 0079 [us]
Testi e musiche di William Onyeabor.
1. Body and Soul – 10:08
2. Atomic Bomb – 7:51
3. Good Name – 10:08
4. Something You'll Never Forget – 10:07
5. Why Go to War – 9:06
6. Love Is Blind – 7:57
7. Heaven and Hell – 4:03
8. Let's Fall in Love – 7:23
9. Fantastic Man – 6:27
10. The Way to Win Your Love – 7:24 – (Solo nella versione Deluxe)
11. Love Me Now – 7:12 – (Solo nella versione Deluxe)
12. Jungle Gods – 4:03 – (Solo nella versione Deluxe)
13. Anything You Saw – 6:27 – (Solo nella versione Deluxe)

Durata totale: 98:16